# Сівінське сільське поселення
Сіві́нське сільське поселення (рос. Сивиньское сельское поселение) — муніципальне утворення у складі Краснослободського району Мордовії, Росія. Адміністративний центр — село Сівінь.

## Населення
Населення — 438 осіб (2019, 529 у 2010, 632 у 2002).

## Склад
До складу поселення входять такі населені пункти:
| Населений пункт        | Населення, осіб (2002) | Населення, осіб (2010) |
| ---------------------- | ---------------------- | ---------------------- |
| Сівінь, село           | 599                    | 507                    |
| Середнє Поле, присілок | 33                     | 22                     |